# فراورده‌های قندی

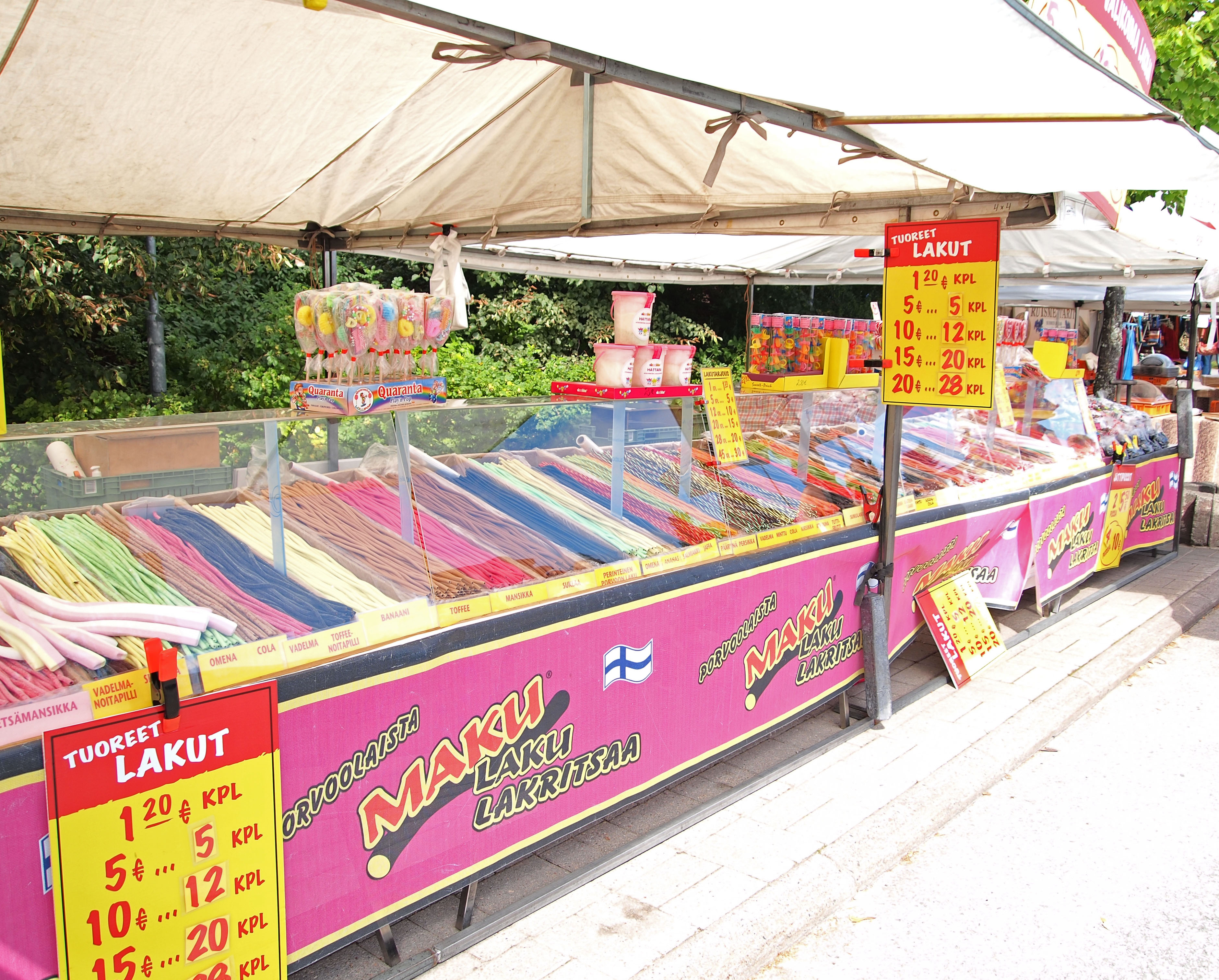
محل فروش شیرینی‌جات

فراورده‌های قندی به یک سری از مواد خوراکی که از نظر داشتن قند غنی هستند، گفته می‌شود.

## فراورده‌های قندی و سلامت
این فراورده‌ها به لحاظ دارا بودن انرژی زیاد بویژه در موادی نظیر خامه‌ها که حاوی انرژی متراکمی هستند، در امر چاقی و افزایش وزن نقش بسزایی ایفاء می‌کنند. یکی از آثار مصرف شیرینی کاهش اشتها به لحاظ ایجاد سیری کاذب می‌باشد، که این امر برای اطفال که در سنین رشد قرار دارند باعث کمبود سایر مواد مغذی مورد نیاز جهت رشد و بالندگی می‌گردد.
مصرف بیش از حد شیرینی‌جات باعث خنگی می‌شود بر اساس تحقیق‌های انجام شده موش‌هایی که تنها با غذای مخصوص موش و محلول غلیظ قند ذرت تغذیه شدند، در مقایسه با موش‌هایی که به رژیم غذایی‌شان مکمل اسید چرب امگا ۳ اضافه شده بود، بعد از گذشت تنها ۶ هفته، در رد شدن از ماز (هزارتو) و پیدا کردن مسیر درست، با مشکلات بیشتری مواجه شدند.